# Camp King
 (août 2024).
La mise en forme du texte ne suit pas les recommandations de Wikipédia : il faut le « wikifier ».
Les points d'amélioration suivants sont les cas les plus fréquents. Le détail des points à revoir est peut-être précisé sur la page de discussion.
- Les titres sont pré-formatés par le logiciel. Ils ne sont ni en capitales, ni en gras.
- Le texte ne doit pas être écrit en capitales (les noms de famille non plus), ni en gras, ni en italique, ni en « petit »…
- Le gras n'est utilisé que pour surligner le titre de l'article dans l'introduction, une seule fois.
- L'italique est rarement utilisé : mots en langue étrangère, titres d'œuvres, noms de bateaux, etc.
- Les citations ne sont pas en italique mais en corps de texte normal. Elles sont entourées par des guillemets français : « et ».
- Les listes à puces sont à éviter, des paragraphes rédigés étant largement préférés. Les tableaux sont à réserver à la présentation de données structurées (résultats, etc.).
- Les appels de note de bas de page (petits chiffres en exposant, introduits par l'outil «  Source ») sont à placer entre la fin de phrase et le point final[comme ça].
- Les liens internes (vers d'autres articles de Wikipédia) sont à choisir avec parcimonie. Créez des liens vers des articles approfondissant le sujet. Les termes génériques sans rapport avec le sujet sont à éviter, ainsi que les répétitions de liens vers un même terme.
- Les liens externes sont à placer uniquement dans une section « Liens externes », à la fin de l'article. Ces liens sont à choisir avec parcimonie suivant les règles définies. Si un lien sert de source à l'article, son insertion dans le texte est à faire par les notes de bas de page.
- La présentation des références doit suivre les conventions bibliographiques. Il est recommandé d'utiliser les modèles {{Ouvrage}}, {{Chapitre}}, {{Article}}, {{Lien web}} et/ou {{Bibliographie}}. Le mode d'édition visuel peut mettre en forme automatiquement les références.
- Insérer une infobox (cadre d'informations à droite) n'est pas obligatoire pour parachever la mise en page.

Pour une aide détaillée, merci de consulter Aide:Wikification.
Si vous pensez que ces points ont été résolus, vous pouvez retirer ce bandeau et améliorer la mise en forme d'un autre article.

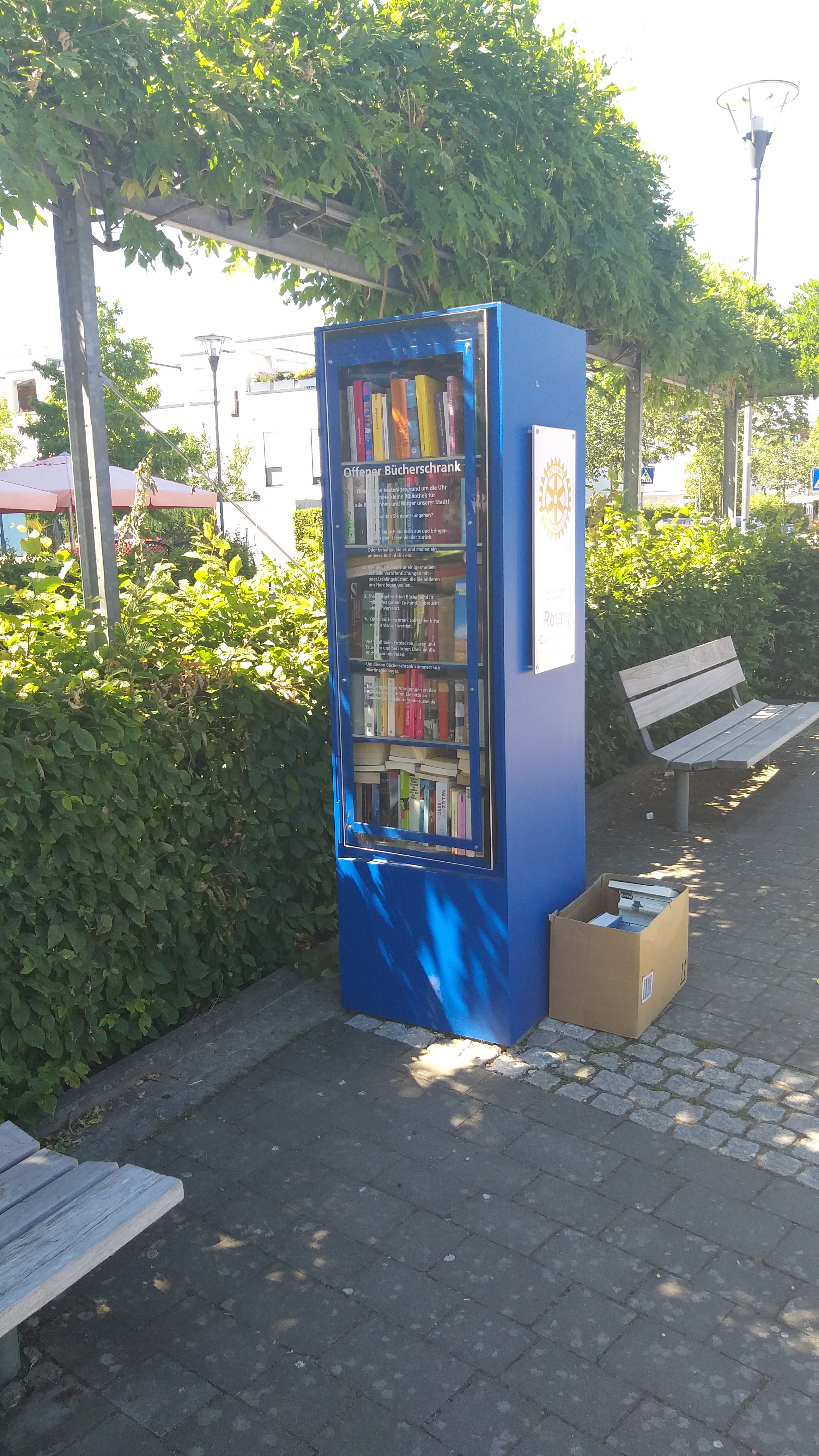
Bibliothèque Camp King, Oberursel.

Camp King est un camp situé à la périphérie d'Oberursel, dans le Taunus (en Allemagne ), avec une longue histoire. Il s'agissait à l'origine d'une école d'agriculture sous les auspices de l'Université de Francfort. Pendant la Seconde Guerre mondiale, les champs inférieurs sont devenus un centre d'interrogatoire pour l'armée de l'air allemande. Après la Seconde Guerre mondiale, l'armée américaine l'a également utilisé comme centre d'interrogatoire et poste de renseignement. La CIA américaine a utilisé le site pour tester des drogues, dont le LSD, sur des prisonniers dans le cadre du projet BLUEBIRD, prédécesseur du MKUltra. En 1968, il devient le centre de commandement et de contrôle de "Army Movements Control Agency" l'Agence de contrôle des mouvements de l'armée américaine - Europe (USAMCAEUR). Aujourd'hui, il a été reconstruit en tant que quartier résidentiel allemand.

## Histoire

### Avant la Seconde Guerre mondiale (1926-1939)
Avant la Seconde Guerre mondiale, ce qui deviendra plus tard Auswertstelle West, fut créé en 1936 en tant que ferme pédagogique sous les auspices de l'Université de Francfort. Les étudiants ont appris le jardinage, l’apiculture, l’élevage ainsi que les techniques agricoles générales. Il s’agissait essentiellement d’un centre d’apprentissage agricole.

### Seconde Guerre mondiale
Pendant la Seconde Guerre mondiale, le terrain situé sous l'école a été adapté à un usage militaire en tant qu'Auswertstelle West, souvent appelé à tort Dulag Luft . La divergence est due au fait que le poste était initialement à la fois le Dulag et le centre d'interrogatoire. Dulag Luft était initialement sur le poste, mais plus tard transféré à Francfort puis à Wetzlar.
Les activités de l'Auswertstelle West étaient liées au renseignement. Les équipages alliés capturés ont été amenés au poste pour être interrogés. Une fois les interrogatoires terminés, ils ont été transférés à Stalag. Le centre abritait de nombreux types de renseignements, notamment l'historique des unités de la plupart des forces aériennes alliées.
C'est à cette époque que le poste a également acquis son surnom de « La ferme aux chèvres ». Les terres acquises à des fins militaires se trouvaient en dessous de l'école, et étaient agricoles. L'un des champs abritait une chèvre agressive qui était connue pour chasser les prisonniers qui tentaient de pénétrer sur son territoire.
Après la défaite de l'Allemagne nazie, les Britanniques ont convoqué un procès pour crimes de guerre en raison des allégations de mauvais traitements infligés aux prisonniers de guerre britanniques dans ce camp. L'audience, connue sous le nom de « procès Dulag Luft », s'est tenue à Wuppertal, en Allemagne, à partir du 26 novembre 1945. Quatre officiers ont été inculpés : Killenger, Junge, Eberhardt et Boehringer. Killenger et Junge ont été condamnés à cinq ans de prison. Eberhardt a été condamné à trois ans de prison. Boehringer a été acquitté.
Pendant ce temps, les vainqueurs utilisaient l'installation elle-même à leur propre usage.

### Après la Seconde Guerre mondiale (1945-1953)
À la fin de la guerre, les Américains tombèrent sur le poste. Étant donné que les installations étaient déjà conçues pour les interrogatoires et la collecte de renseignements, il a été décidé de continuer à les utiliser à cette fin. Sous contrôle américain, le poste était à l'origine, officieusement, connu sous le nom de Camp Sibert (d'après le général Edwin Sibert, l'officier supérieur du renseignement de la zone américaine), mais il ne doit pas être confondu avec le poste intérieur américain de Camp Sibert en Alabama. Les archives du ministère de la Défense indiquent que plusieurs unités mobiles d'interrogatoire sur le terrain se sont installées dans le poste pour servir au niveau de l'armée et du groupe d'armées. Le 19 septembre 1946 (ordre général 264), le centre de renseignement fut nommé « Camp King », en l'honneur du colonel Charles B. King, un officier de renseignement décédé le 22 juin 1944 alors qu'il accompagnait une patrouille ramenant des prisonniers.
Officiellement Centre de renseignement de commandement européen d'Oberursel, il a servi de centre d'interrogatoire des États-Unis, engagé initialement dans la dénazification, puis pour les transfuges et les agents du Pacte de Varsovie. Ce centre comprenait de nombreuses sources de renseignement ainsi que des scientifiques.
Le livre The History of Camp King liste les personnes suivantes en lien avec le camp : 
- Karl Brandt, chirurgien personnel d'Hitler et responsable de l'hygiène.
- Grand amiral Karl Doenitz, commandant de la marine allemande.
- Hans Frank, ministre du Reich, gouverneur général de la Pologne occupée.
- Le maréchal du Reich Hermann Göring, chef de l'armée de l'air allemande. Selon une autre source, il n'y aurait jamais été.
- Colonel-général Alfred Jodl, chef d'état-major des opérations des forces armées allemandes.
- Maréchal Wilhelm Keitel, chef de l'Oberkommando der Wehrmacht.
- Maréchal Albert Kesselring, commandant suprême de l'Ouest.

Des civils furent détenus à ce poste, dont la pilote d'essai allemande Hanna Reitsch et, à la demande du FBI, avant son transfert aux États-Unis et son procès pour trahison, la germano-américaine Mildred Elizabeth Sisk, l'une des propagandistes surnommée « Axis Sally ».
En juillet 1946, le général Reinhard Gehlen (ancien chef du service de renseignement militaire des armées étrangères de la Wehrmacht sur le front de l'Est pendant la Seconde Guerre mondiale) arrive en poste et crée l'organisation Gehlen qui deviendra plus tard le BND ( Bundesnachrichtendienst, ou « Service fédéral de renseignement »),.
Des expériences de la CIA utilisant des drogues pour tenter de briser le contrôle de l'ego des prisonniers et obtenir des informations ont été menées ici dans le cadre du projet BLUEBIRD (prédécesseur de MKUltra ) sous Sidney Gottlieb.  Dans le cadre de l'opération Paperclip, le médecin nazi Kurt Blome , qui a participé à des expériences de guerre chimique et biologique sur des détenus des camps de concentration pendant l'Holocauste, a été amené à Camp King par Gottlieb pour participer aux recherches après que Blome ait été acquitté des accusations de crimes de guerre au procès des médecins de Nuremberg en raison de l'intervention des États-Unis. . 
De plus Walter Schreiber (un brigadier-général ( Generalarzt ) du service médical de la Wehrmacht pendant la Seconde Guerre mondiale)  a été médecin en chef pour la CIA dans le cadre de l'opération paperclip.Il était lui aussi un ancien nazi qui a été employé par la CIA Schreiber avait témoigné contre Kurt Blome (et Hermann Göring ) au procès des médecins de Nuremberg.

### 1953–1968
En 1953, le Camp King fut affecté à la 513e brigade de renseignement militaire. Le poste était toujours utilisé comme centre d'interrogatoire, mais assumait également des fonctions de renseignement en tant que centre de commandement pour de nombreux bureaux extérieurs en Europe.
Le poste était un centre de renseignement majeur pour le théâtre européen. L'unité a soutenu de nombreux bureaux extérieurs dans toute l'Allemagne. Le pouvoir de l'unité a été usurpé à mesure que l'unité est devenue si grande qu'au lieu de commander et de contrôler, elle servait en fait davantage à un rôle de soutien. Le colonel Franz Ross a rectifié le problème et l'unité a repris sa fonction actuelle.
À l'automne 1968, la 513e brigade de renseignement militaire a fusionné avec le 66e groupe de renseignement militaire et a été transférée à la McGraw Kaserne à Munich, en Allemagne.

### 1968 à 1993
En 1968, le Centre de contrôle des mouvements de l'armée américaine - Europe (USAMCAEUR) a été affecté au Camp King. L'organisation a été rebaptisée le 1er avril 1975 4e Brigade de transport (rebaptisée 4e Commandement des transports le 16 avril 1981), réactivant les couleurs d'une unité qui avait été au Vietnam et inactivée le 28 juin 1972 à Fort Lewis, WA, après son retour. Sa mission, comme indiqué dans les documents militaires, était d'exploiter un service de transport intégré en soutien aux forces américaines en Europe centrale.
Les responsabilités comprenaient :
- Exploitation d'un système de transport routier militaire principalement connu sous le nom de 37e groupe de transport (camions et conteneurs).
- Exploitation de terminaux maritimes militaires, notamment à Bremerhaven, en Allemagne, et à Rotterdam, aux Pays-Bas (ports à conteneurs).
- Réception, traitement et acheminement des unités militaires déployées en Europe.
- Déplacement et contrôle du personnel et du matériel.
- Gestion du trafic pour les forces américaines en Europe centrale.
- Préparation du programme de mouvement en temps de guerre USAREUR.
- Transport intra-théâtre, utilisant à la fois des avions de l'US Air Force et de l'US Army.
- Services de régulation du trafic pour les forces américaines en Europe centrale.

L'unité a été désactivée en 1991 lors du retrait de l'après-guerre froide et sa mission a été assignée à la 1ère agence de contrôle des mouvements de transport, qui a été formée à partir de la section de commandement et de contrôle de l'ancien 4e TRANSCOM. Au printemps 1990, le quartier général de la 22e brigade de transmissions a été transféré à Camp King.

### 1993 à aujourd'hui
En 1993, le poste a été désactivé et restitué au gouvernement allemand. Depuis lors, il a été réaménagé en zone résidentielle. En l'honneur du passé, les habitants d'Oberursel ont nommé la région Camp King (un parc, des rues et le quartier résidentiel).
Dans la zone résidentielle, il y a un petit monument commémorant l'histoire de la zone en tant que base militaire.

### Autres sources
- De nombreux documents du ministère de la Défense reçus du département historique du siège européen
- Courriel de John Finnegan, historien Inscom.
- Courriels de Sandi Andresen